# Silenced by the Night
Silenced by the Night is een single van de Britse rockband Keane van hun vierde studioalbum Strangeland. Het nummer kwam wereldwijd als eerste nummer van het album uit op 13 maart 2012, behalve Groot-Brittannië waar het op 15 april uitkwam. Het nummer is geschreven door de vier leden van de band: Tim Rice-Oxley, Tom Chaplin, Richard Hughes en Jesse Quin.

## Videoclip
De officiële videoclip werd op 4 april 2012 uitgebracht via Vevo op YouTube, met een lengte van 03:31 minuten. De videoclip, die onder regie van Christopher Sims stond, is grotendeels opgenomen in een zoutmijn in Austin, Texas. In de clip staat de band centraal die bezig zijn aan een "road trip".

## NPO Radio 2 Top 2000
| Nummer met noteringen in de NPO Radio 2 Top 2000 | '12  | '13 | '14  | '15  |
| ------------------------------------------------ | ---- | --- | ---- | ---- |
| Silenced by the Night                            | 1029 | 942 | 1312 | 1821 |

1. ↑  Een vetgedrukt getal geeft de hoogste notering aan.
2. ↑  2012 was het eerste jaar met een notering voor dit nummer.
3. ↑  Deze tabel is bijgewerkt tot en met de laatste editie (2024).